# Municipio de San Francisco Telixtlahuaca
El municipio de San Francisco Telixtlahuaca (del náhuatl: tetl, ixtlahuatl, co ‘piedra, llanura, en’‘En el llano de las piedras’) es uno de los 570 municipios que conforman al estado mexicano de Oaxaca. Pertenece al distrito de Etla, dentro de la región valles centrales. Su cabecera es la localidad de San Francisco Telixtlahuaca.

## Geografía
El municipio se encuentra ubicado en el centro-norte del territorio oaxaqueño, cuenta con una extensión territorial de 193.586 kilómetros cuadrados que representan el 0.21% de la extensión estatal. Sus coordenadas geográficas extremas son 17° 16' - 17° 28' de latitud norte y 96° 50' - 97' 02" de longitud oeste. Su altitud va de un máximo de 2 500 a un mínimo de 1 400 metros sobre el nivel del mar.
Limita al noroeste con el municipio de San Jerónimo Sosola, al norte con el municipio de Santiago Nacaltepec y al noreste con el municipio de San Juan Bautista Jayacatlán; al este toca un vértice del municipio de San Juan del Estado, al sureste y sur limita con el municipio de San Pablo Huitzo y al suroeste con el municipio de Santiago Tenango.

## Demografía
El municipio de San Francisco Telixtlahuaca, de acuerdo con los resultados del Censo de Población y Vivienda llevado a cabo en 2010 por el Instituto Nacional de Estadística y Geografía, tiene una población total de 11 893 personas, de las que 5 694 son hombres y 6 199 son mujeres.
La densidad de población asciende a un total de 61.44 personas por kilómetro cuadrado.

### Localidades
El municipio incluye en su territorio un total de 15 localidades. Las principales, considerando su población del censo de 2010, son:
| Localidad                   | Población (2010) |
| --------------------------- | ---------------- |
| San Francisco Telixtlahuaca | 10 618           |
| San Sebastián Sedas         | 496              |
| Ojo de Agua                 | 256              |
| Santa Cruz el Salto         | 158              |
| La Carbonera                | 6                |
| Total municipio             | 11 893           |

## Política
El gobierno del municipio de San Francisco Telixtlahuaca es elegido mediante el principio de partidos políticos, como en la gran mayoría de los municipios de México. El gobierno le corresponde al ayuntamiento, conformado por el presidente municipal, un síndico y el cabildo integrado por seis regidores. Todos son elegidos mediante voto universal, directo y secreto para un periodo de tres años, que pueden ser renovables para un periodo adicional inmediato.

### Subdivisión administrativa
El municipio se encuentra dividido en dos agencias municipales: San Sebastián Sedas y Faustino G. Olivera; así como tres agencias de policía: Plan Seco, Ojo de Agua y Santa Cruz el Salto.

### Representación legislativa
Para la elección de diputados locales al Congreso de Oaxaca y de diputados federales a la Cámara de Diputados federal, el municipio de San Francisco Telixtlahuaca se encuentra integrado en los siguientes distritos electorales:
Local:
- Distrito electoral local de 5 de Oaxaca, con cabecera en Asunción Nochixtlán.[4]

Federal:
- Distrito electoral federal 2 de Oaxaca, con cabecera en Teotitlán de Flores Magón.[5]